# Paul Simmons
Paul Simmons er en amerikansk trommeslager, der spillede i bandet Petra i perioden 2003-2005.